# Аквавит
Аквавит е скандинавска високоалкохолна напитка, съдържаща около 40% алкохол. Името ѝ идва от „аква вита“ (на латински: aqua vitae – „вода на живота“).

## Съставки
Като водката, аквавитът се дестилира от картофи и зърнени храни. Овкусява се със семена от ким, анасон, копър, резене, кориандър, райско зърно и др. Рецептата е различна за различните марки, но обикновено доминиращ е кима. Аквавитът обикновено е жълтеникав на цвят, но се среща в много цветове от безцветен до светлокафяв в зависимост от това, колко време е отлежавал в дъбови бурета. Обикновено по-тъмният цвят говори за висока отлежалост или използване на нови бурета, но той може да се дължи и на изкуствен оцветител (карамел — Е150). Безцветните аквавити, наричани „тафел“ аквавити обикновено отлежават в стари бурета, които не оцветяват крайния продукт.